# Krešimir Čuljak
Krešimir Čuljak (* 18. September 1970 in Zagreb, SFR Jugoslawien) ist ein ehemaliger kroatischer Ruderer.

## Biografie
Krešimir Čuljak gewann bei den Mittelmeerspielen 1997 in Bari die Goldmedaille mit dem kroatischen Vierer ohne Steuermann. Bei den Olympischen Sommerspielen 2000 in Sydney konnte er in der Regatta mit dem Achter die Bronzemedaille gewinnen. Im Folgejahr holte er mit dem kroatischen Achter Silber bei den Weltmeisterschaften.